# NK Kovinar Štore
Nogometni klub Kovinar Štore (tiếng Việt: Câu lạc bộ bóng đá Kovinar Štore), thường hay gọi NK Kovinar Štore hoặc đơn giản Kovinar, là một câu lạc bộ bóng đá Slovenia, thi đấu ở thị trấn Štore. Câu lạc bộ được thành lập năm 1930.

## Danh hiệu
- Giải bóng đá hạng tư quốc gia Slovenia: 1

2003-04

## Lịch sử giải đấu kể từ năm 1991
| Mùa giải  | Giải vô địch              | Thứ hạng |
| --------- | ------------------------- | -------- |
| 1991-92   | MNZ Celje (cấp độ 3)      | thứ 4    |
| 1992-93   | MNZ Celje (cấp độ 4)      | thứ 8    |
| 1993-94   | MNZ Celje (cấp độ 4)      | thứ 6    |
| 1994-95   | MNZ Celje (cấp độ 4)      | thứ 3    |
| 1995-96   | MNZ Celje (cấp độ 4)      | thứ 6    |
| 1996-97   | MNZ Celje (cấp độ 4)      | thứ 7    |
| 1997-98   | MNZ Celje (cấp độ 4)      | thứ 7    |
| 1998-99   | MNZ Celje (cấp độ 4)      | thứ 2    |
| 1999-2000 | MNZ Celje (cấp độ 4)      | thứ 2    |
| 2000-01   | MNZ Celje (cấp độ 4)      | thứ 2    |
| 2001-02   | MNZ Celje (cấp độ 4)      | [ b ]    |
| 2002-03   | MNZ Celje (cấp độ 4)      | thứ 4    |
| 2003-04   | MNZ Celje (cấp độ 4)      | thứ 1    |
| 2004-05   | 3. SNL - Đông             | thứ 9    |
| 2005-06   | 3. SNL - Đông             | thứ 2    |
| 2006-07   | 3. SNL - Đông             | thứ 6    |
| 2007-08   | 3. SNL - Đông             | thứ 12   |
| 2008-09   | 3. SNL - Đông             | thứ 3    |
| 2009-10   | 3. SNL - Đông             | thứ 10   |
| 2010-11   | 3. SNL - Đông             | thứ 6    |
| 2011-12   | 3. SNL - Đông             | thứ 8    |
| 2012-13   | 3. SNL - Đông             | thứ 14   |
| 2013-14   | Styrian League (cấp độ 4) | thứ 11   |
| 2014-15   | MNZ Celje (cấp độ 4)      | thứ 4    |
| 2015-16   | MNZ Celje (cấp độ 4)      | thứ 8    |
| 2016-17   | MNZ Celje (cấp độ 4)      | thứ 8    |

1. ↑  With creation of 3. SNL, they effectively dropped to fourth level.
2. ↑  Rút khỏi giải sau 4 vòng đấu.
3. ↑  Styrian League discontinued. Transferred to MNZ Celje league.